# Gymnostomum mosis
Gymnostomum mosis là một loài rêu trong họ Pottiaceae. Loài này được (Lorentz) Jur. & Milde mô tả khoa học đầu tiên năm 1870.